# Битва за Аденський аеропорт
Битва за Аденський міжнародний аеропорт спалахнула рано вранці, 19 березня 2015 року, між Єменською армією та групою людей лояльних до колишнього президента Алі Абдалла Салеху, що атакували аеропорт в Адені, Ємен. Аеропорт вдалося захистити військовими та охоронцями Абд Раббо Мансура Гаді, міжнародно визнаного президента Ємену.

## Передумови
Алі Абдалла Салех, який пішов у відставку після Революції в Ємені у 2011 році, був запідозрений ув 2014 році у зв'язках з хуситами та їх заколотом проти уряду свого колишнього віце-президента і наступника Абд Раббо Мансур Гаді. Після збройного конфлікту в Сані і триманням під вартою бойовиків Гаді втік до Адена в лютому 2015 року, після декількох тижнів за ним пішов міністр оборони та генерал-майор Махмуд аль-Субахі.
У Адені, де Гаді працював над створенням опозиційного уряду з міжнародною підтримкою, зіткнення відбулись раніше в березні, коли він намагався звільнити бригадного генерала Абдул-Хафеза аль-Саккафа лояліста Салеха, у якого під командуванням знаходились два армійські підрозділи та спеціальні сили безпеки.

## Розвиток подій

### Атака на аеропорт
Рано вранці, 19 березня, аль-Саккаф починає брати штурмом аеропорт та віддає наказ оточити аеропорт. Відповідні армії й підрозділи міліції, лояльні до Гаді, врешті-решт відбивають штурм. Близько 100 пасажирів Ємену, що мали б летіти до Єгипту, через бойові дії були евакуйовані з літака та доставлені в безпечне місце. Під час штурму пролунало не менше двох вибухів, які вбили 4 особи та поранили понад десятка. Трьох солдатів лояльних до Салеха були вбиті, ще 10 було захоплено в полон. Один із президентських літаків було пошкоджено через стрілянину. Бої тривали близько чотирьох годин, у кінці на підмогу аль-Саккафу приєдналися Аль-Субахі і його сили, які евакуювали всіх із термінала під шаленим вогнем.

## Штурм бази
Після захисту аеропорту, загони Аль-Субахі атакували сусідню спеціальну поліцейську базу в окрузі Хормаксар. Після артилерійського вогню лояльні до Гаді солдати та поліцейські захопили та розграбували базу. За повідомлення[кого?], Аль-Саккаф здався в полон, здавшись губернатору Лахджа. За словами очевидців «Reuters», «багато» військ спецназу були захоплені.
Попри те, що армія, поліція та підрозділи міліції вірні Гаді були дислоковані на вулицях Адена та в ключових місцях по всьому місту, загони Салеха успішно взяли під контроль міську раду, як передає «Associated Press».

## Наслідки

### Повітряний удар проти об'єднання Гаді
Пізніше, 19 березня, у районі Адам-аль-Маашик як помста за падіння бази Аль-Савлабана, принаймні один військовий літак, який, як повідомляється[ким?], контролювали хусити, атакував президентський палац Гаді. ППО зреагувало і на другому заході літак було знищено. За повідомленням представника президента, Гаді знаходився в іншому місці під час нападу і ніякого збитку нанесено не було.
Станом на 21 березня, щонайменше ще 2 літаки пролітало біля президентського палацу, але вони одразу ж відтіснялися зенітним вогнем.

### Замах на аль-Саккафа
По колоні, що виїхала з Адени до Лахджу, де знаходився генерал аль-Саккаф, було відкрито вогонь біля містечка Аль-Атавір через день після битви. Аль-Саккафа не було поранено, але одного охоронця було вбито, ще троє загинули, коли їх машина перевернулася, зі слів офіційного представника служби безпеки Лахджи.

### Початок громадянської війни
Через два дні після бою в аеропорту, хуситський революційний комітет оголосив про «стан загальної мобілізації» проти «терористичних елементів» у Південному Ємені. Ця декларація проголосила початок військового наступу бійців хуситів та підрозділів армії Салеха. Як повідомлялося,[ким?] аеропорт був оточений бійцями Салеха 25 березня, та був відбитий лише 29 березня, після інтервенції Саудівської Аравії.

## Реакція
Верховний комітет безпеки хуситів у Сані видав заяву про закриття конфліктів, заявивши, що обидві сторони «зобов'язані підтримувати мир і повернутись за переговорний стіл». Головний редактор «Yemen Post» сказав в інтерв'ю Аль-Джазіра, що військові Салеха, які напали на аеропорт, були після атаки в Адені, і, як очікується, вони продовжать напади на Гаді.